# 津田出
津田 出（つだ いずる、天保3年2月1日（1832年3月3日） - 明治38年（1905年）6月2日）は、幕末期から明治前期にかけて活躍した武士・官僚、陸軍軍人。官位は錦鶏間祗候陸軍少将従二位勲一等。通称は又太郎。号は芝山。
弟は初代和歌山県知事の正臣。

## 人物
紀州藩士（300石）の津田信徳（三郎右衛門）の長男として現在の和歌山県和歌山市に生まれる。津田家は河内国交野郡津田城主楠木正儀の後裔であり、戦国期に紀州に移り、藩祖入国以前からの住人として、代々紀州藩に仕えていた。山林を多数所有する豪家でもあった。
蘭学・徂徠学を学び、藩の小姓業奥右筆組頭を勤めたが、幕末の藩内抗争に関係して幽閉される。
明治維新後に和歌山藩大参事となり、上京し陸奥宗光を通して郡県制、徴兵制の必要性を説き、岩倉ら維新政府首脳陣に深い感銘を与え、諸藩の手本として改革の実施を促される。明治新政府に先駆けて陸奥とともに藩政を改革して徴兵制・郡県制を施行、ドイツ人士官を招いて兵制改革を行うなど、テストケースとして明治4年の廃藩置県及び明治6年の徴兵令に影響を与えた。維新三傑に津田を加えて維新四傑と称されることもあったといわれ、大久保利通は日記で「実に非凡な人物」と評価し、後に歴史作家司馬遼太郎も著書で「天才的な経綸家」と評している。
西郷隆盛の推挙を受け明治4年新政府に迎えられ大蔵少輔となるが、やや人望に欠けるところがあり、和歌山藩からの終身賞賜米を一時に授与されるよう願い出て受け取った件について和歌山県内で物議沸騰し、大蔵省へも訴えがあり、明治5年、大蔵省出仕を免ぜられ、閉門された。。
当時留守政府の首班西郷は、初め井上馨を通じて津田を司法卿にする申し入れに同意していたが、後にそれが賞賜米を巡る物議を抑えようとする術策であったと激怒し、旧藩主への蔑視なども憎むべきこと、「これ程大功を立て候者は、御一新以来これなく候処、利欲に惑い、功名水泡と相成り候儀、残念の至りに御座候。」と大久保に書くなど、誹謗するに至る。
その後、陸軍大輔・元老院議官・貴族院議員などを歴任した。

## 家族
- 長男・津田道太郎 ‐ 津田銀行頭取[8]
- 二男・津田藤麿 (1868-) ‐ 弁護士[9]
- 四女・たま (1872-)  ‐ 松波仁一郎の妻。娘婿に上山英三。[10]
- 五女・しつ (1874-)  ‐ 犬塚勝太郎の妻[11]
- 六女・さい (1875-)  ‐ 島田剛太郎の妻[12]
- 女・文（1888-） ‐ 下條正雄の四男・小四郎の妻。子に鳥尾鶴代。鶴代によると文の兄弟姉妹は14－15人おり、文は下から２番目。[13][14]

## 年表
- 1832年 - 紀州藩で生まれる。
- 1854年（安政元年） - 江戸へ蘭学修行に行き、帰藩後は蘭学教授となる[15]。
- 1853年 - 江戸藩邸にて蘭学教授を務める。
- 1857年 - 病弱を理由に和歌山に帰り、家督を弟の正臣に譲る。
- 1858年 - 第14代藩主に茂承が就任すると、御小姓役奥祐筆組頭に抜擢。
- 1864年 - 第1次長州征討後、再び、病を得て職を辞す。
- 1866年7月 - 第2次長州征討で藩主茂承留守中の執政を一任される。
- 1866年12月 - 藩主茂承の和歌山帰城後、執政太夫に任じられる。
  - 御国政改革趣法概略表の採用。
- 1867年 - 藩内抗争に巻き込まれ、地位を追われ、無期限禁固処分に付される。
- 1868年
  - 10月 - 明治天皇即位。
  - 11月 - 藩主茂承から藩政改革の全権を委任される。
  - 陸奥宗光に会い、郡県制度、徴兵令の構想を伝える。
- 1869年
  - 2月 - 藩政改革で、軍務局を設置。
  - 7月13日 - 版籍奉還上奏後、和歌山藩大参事に任命。
  - 10月 - 最初の徴兵令である交代兵取立之制を発令し、交代兵要領で施行。
  - 11月 - プロイセン王国下士官カール・ケッペンを招聘し、ドイツ式軍政改革を遂行。
- 1870年
  - 1月 - 交代兵要領を廃して、兵制改革兵賦を編成し、兵賦略則を布達する（兵賦略則は、明治6年、新政府による徴兵令の先駆けとなる）。
  - 3月 - 徴兵検査に関する布達とつぎつぎに徴兵制に関する整備を行う。
- 1871年
  - 3月 - 上京。
  - 6月 - 陸奥宗光に都督（徴兵軍の総指揮官）を譲る。
  - 7月14日 - 新政府による廃藩置県により、和歌山県大参事に任命。
  - 7月28日 - 太政官制度が一新され、大蔵少輔に任命。
  - 8月12日 - 病身を理由に依願免官。大蔵省四等出仕として、病気療養。
- 1872年
  - 1月 - 明治3年12月の賞賜米一時下げ渡しの処置に詮議が入る。
  - 2月13日 - 免出仕、位証返上。
  - 11月 - 裁判所判決下る。大蔵省四等出仕を免じ、従五位の返上、閉門100日の処分。
- 1873年3月29日 - 会計監督長兼陸軍省第五局長。
- 1874年
  - 2月8日 - 任陸軍少将兼陸軍省会計監督長第一局長を兼ねる。
  - 3月31日 - 任兼陸軍大輔、免兼陸軍省第五局長。
  - 4月5日 - 陸軍卿代理（6月3日まで、西南戦争への対応のため）。
  - 7月8日 - 再び陸軍省第五局長を兼ねる。
  - 10月5日 - 免兼陸軍省第一局長。
- 1875年4月25日 - 元老院議官を兼ねる。年俸4,000千円一等官の地位。
- 1878年 - 千葉県、茨城県にまたがり、アメリカ式大農法の試み始める。
- 1879年10月14日 - 会計監督長及び陸軍省第五局長の兼職を免ぜられる。
- 1885年 - 国内初、乳牛ホルスタイン種を導入。
  - 3月29日 - 元老院議官官等年俸、勅任一等年俸3,500円に改訂。
- 1888年 - 予備役編入。
- 1890年9月29日 - 貴族院議員に勅選される[16]。
  - 10月20日 - 元老院廃官、非職。錦鶏間祗候[17]。
  - 11月4日 - 依願免本官。
- 1902年4月1日 - 退役。
- 1905年6月2日 - 死去。

## 栄典
位階
- 1885年（明治18年）10月1日 - 正四位[18]
- 1886年（明治19年）10月20日 - 従三位[19]
- 1894年（明治27年）5月21日 - 正三位[20]
- 1905年（明治38年）6月1日 - 従二位[21]

勲章等
- 1886年（明治19年）11月30日 - 勲二等旭日重光章[22]
- 1905年（明治38年）6月1日 - 勲一等瑞宝章[21]